# Ampoigné

Ampoigné este o comună în departamentul Mayenne, Franța. În 2009 avea o populație de 554 de locuitori.